# المقاتل النهائي: البرازيل 3
المقاتل النهائي: البرازيل 3 (بالإنجليزية: The Ultimate Fighter: Brazil 3)‏ هو جزء من المسلسل التلفزيوني الواقعي المقاتل النهائي من إنتاج يو إف سي. هذه هي السلسلة السادسة التي يتم إنتاجها خارج الولايات المتحدة والثالثة التي يتم إنتاجها في البرازيل.